# Ixias malumsinicum
Ixias malumsinicum är en fjärilsart som beskrevs av Otto Thieme 1896. Ixias malumsinicum ingår i släktet Ixias och familjen vitfjärilar. Inga underarter finns listade i Catalogue of Life.